# Гваймар II (князь Салернський)
Гваймар II Горбань (†4 червня 946), князь Салернський (901—946), син князя Гваймара I та Ітти, дочки герцога Сполетського Гі II.
Правив спільно з батьком з 893. Завдяки йому відбувся ріст могутності князівства, він відновив князівський палац, побудував новий храм св. Петра, відновив випуск золотих монет.
У 895, коли його батько перебував у полоні, Гваймар II правив одноосібно і зумів подолати бунт, ініційований дукою-єпископом Неаполітанським Атанасієм.
На початку правління Гваймар II продовжував політку союзу з Візантією, за що отримав титули патрикія і протоспафарія. Підтримував дружні стосунки з Капуєю та Беневентським князівством, одружившись з дочкою князя Беневентьского Атенульфа I Гайтельтрімою. Це був його другий шлюб. Гваймар видав дочку від першого шлюбу Ротільду за правителя Капуї Атенульфа III, племінника князя Атенульфа II і сина Ландульфа I.
Гваймар II брав участь у боях з сарацинами. Він був учасником відомої битви біля Гарільяно в 915 році, де об'єднане військо Гаети, Неаполя, Капуї, Беневенто, Салерно, Лаціо, Сполето, Риму і візантійців розгромило сарацинів.
Після Гарільяно Гваймар II разом з беневентським князем Ландульфом I воював з візантійцями в 923 або 926. Пізніше вони напали на Апулію та Кампанію. Гваймар завоював деякі землі в Кампанії.
Гваймар був побожним князем, робив щедрі пожертви монастирю в Сан-Массімо, який заснував його дід Гвайфер. Він також підтримував клюнійський рух.